# Yamhamelachita
La yamhamelachita és un mineral de la classe dels fosfats.

## Característiques
La yamhamelachita és un fosfat de fórmula química KCrP₂O₇. Va ser aprovada com a espècie vàlida per l'Associació Mineralògica Internacional en el mes de febrer de l'any 2024, i encara resta pendent de publicació. Cristal·litza en el sistema monoclínic. Es tracta del primer mineral difosfat de crom aprovat per l'IMA.
L'exemplar que va servir per a determinar l'espècie, el que es coneix com a material tipus, es troba conservat a les col·leccions del Museu Mineralògic Fersmann, de l'Acadèmia de Ciències de Rússia, a Moscou (Rússia), amb el número de registre: 6074/1.

## Formació i jaciments
Va ser descoberta al complex d'Hatrurim, al costat de la carretera Arad – Mar Mort, a wadi Zohar (Districte del Sud, Israel). Aquest indret és l'únic de tot el planeta on ha estat descrita aquesta espècie mineral.